# Atlantic (Iowa)
Atlantic – miasto w Stanach Zjednoczonych, w stanie Iowa, siedziba hrabstwa Cass.

## Demografia
W 2000 liczyło 7257 mieszkańców. W 2023 liczba mieszkańców spadła do 6781 osób, a gęstość zaludnienia poniżej 320 osób/km².